# Badlands
《Badlands》(전부 대문자로 표기)는 미국 가수 할시의 데뷔 정규 앨범으로, 2015년 8월 28일 아스트랄베르크스를 통해 발매되었다. 음악적으로 이 앨범은 일렉트로팝, 다크 팝, 얼터너티브 팝, 신스팝, 팝 장르에 속하며, 인더스트리얼한 요소들도 포함하고 있다. 할시는 이 앨범의 모든 곡을 19세 때 직접 작사했으며, 프로덕션은 여러 프로듀서들이 맡았다. 그중 노르웨이 출신 프로듀서 리도가 주요 프로듀서 중 한 명으로 참여했다.
이 앨범은 미국 《빌보드》 200 차트에서 2위로 데뷔하며, 11만 5천 장의 앨범 환산 실적(이 중 순수 앨범 판매량은 9만 7천 장)을 기록해 아스트랄베르크스 레이블 역사상 최고 순위를 기록한 작품이 되었다. 이후 《Badlands》는 미국 음반 산업 협회(RIAA)로부터 더블 플래티넘 인증을 받았다. 이 앨범은 미국 외의 여러 국가에서도 성공을 거두었으며, 오스트레일리아, 벨기에, 캐나다, 아일랜드, 뉴질랜드, 네덜란드, 포르투갈, 스코틀랜드, 영국 차트에서 모두 상위 10위권에 진입했다. 또한 오스트레일리아, 브라질, 캐나다, 영국 등 여러 국가에서 골드 인증을 받았다. 앨범은 할시의 첫 번째 월드 투어 Badlands Tour (2015–2016)를 통해 추가로 홍보되었다.
앨범 발매에 앞서 두 개의 싱글이 선공개되었다. 〈Ghost〉는 할시의 첫 EP 《Room 93》(2014)에 수록되었던 곡으로 재발매된 싱글이며, 두 번째 싱글 〈New Americana〉는 미국 《빌보드》 핫 100 차트에서 60위를 기록하며 할시의 첫 차트 진입곡이 되었다. 세 번째 싱글 〈Colors〉는 2016년 2월 9일 발매되었으며, 스포티파이에서 가장 많은 스트리밍 수를 기록한 앨범 수록곡이자 전 세계적으로 가장 많이 판매된 곡이 되었다. 〈Castle〉은 2016년 개봉 영화 《헌츠맨: 윈터스 워》 홍보를 위해 새로운 버전으로 네 번째 싱글로 발매되었다. 프로모션 싱글로는 2015년 6월 1일에 발매된 〈Hold Me Down〉이 있으며, 이 곡은 미국과 오스트레일리아에서 골드 인증을 받았다. 두 번째이자 마지막 프로모션 싱글 〈Drive〉는 2015년 8월 21일 발매되었으며, 미국에서 골드 인증을 받았다. 싱글 외에도 〈Gasoline〉, 〈Hurricane〉, 〈Control〉 등이 인증을 획득하며 주목을 받았다. 그 외에도 〈Roman Holiday〉는 미국 TV 드라마 《영거》 시즌 2에 삽입되었고, 〈I Walk the Line〉은 영화 《파워레인져스》 (2017)의 티저 예고편에 사용되었다.

## 구성
"Badlands"라는 이름은 앨범 작업 당시 할시의 정신 상태를 반영한 것으로, 황량하고 외로운 정신세계를 물리적인 장소에 비유하기 위해 붙인 이름이다. 음악적으로 이 앨범은 주로 일렉트로팝, 다크 팝, 얼터너티브 팝, 신스팝, 팝 장르에 뿌리를 두고 있으며, 인더스트리얼적 요소도 포함하고 있다.

## 프로덕션
할시에 따르면, 《Badlands》는 가상의 디스토피아 사회 '더 배드랜즈(The Badlands)'를 중심으로 한 콘셉트 앨범이다. 사막 황무지가 이 도시를 둘러싸고 있어 배드랜즈의 주민들을 외부로부터 고립시킨다. 이 앨범은 《제5원소》와 같은 포스트 아포칼립스 영화들에서 영감을 받았다. 몇 곡을 쓰고 나서 할시는 앨범 전체의 콘셉트가 자신의 정신 상태에 대한 은유임을 깨달았다고 한다. 할시는 배드랜즈라는 세계를 현실의 고통으로부터 도피하기 위해 창조했으며, 탈출구가 없다고 느껴질 때조차 어딘가 다른 곳으로 갈 수 있으리라는 희망이 존재한다는 점을 이 은유에 담았다고 밝혔다. 앨범의 총괄 프로듀서는 리도(Lido)가 맡았다.

## 싱글
〈Ghost〉는 2014년 7월 28일에 할시의 데뷔 싱글로 발매되었으며, 일본 도쿄에서 촬영한 뮤직비디오가 함께 공개되었다. 해당 뮤직비디오는 말리아 제임스와 라이언 위트가 공동으로 감독을 맡았다. 이후 〈Ghost〉는 2015년 4월 7일에 라디오로 송출되었다. 〈New Americana〉는 2015년 7월 10일에 두 번째 싱글로 발매되었고, 공식 뮤직비디오는 같은 해 9월 25일에 공개되었다. 이 곡은 《빌보드》 핫 100에서 60위를 기록해, 《Badlands》 수록곡 중 유일하게 해당 차트에 진입했다. 이후 캐나다, 이탈리아, 미국에서 플래티넘 인증을, 오스트레일리아와 뉴질랜드에서 골드 인증을 받았다.
할시는 2016년 1월 21일에 〈Colors〉를 세 번째 싱글로 발표했으며, 이 곡은 2월 9일 얼터너티브 라디오에 송출되었고, 뮤직비디오는 2월 25일에 공개되었다. 해당 뮤직비디오는 배우 타일러 포시가 출연했다. 이 곡은 버블링 언더 핫 100 차트에서 8위를 기록했으며, 영국에서는 실버, 오스트레일리아에서는 골드, 미국에서는 더블 플래티넘 인증을 받았다. 네 번째이자 마지막 싱글 〈Castle〉은 2016년 4월 9일 영화 《헌츠맨: 윈터스 워》의 사운드트랙의 일부로 발매되었으며, 이는 원곡의 다른 버전이다. 뮤직비디오는 4월 13일에 공개되었고, 버블링 언더 핫 100 차트에서 1위에 올랐다. 이 곡은 오스트레일리아에서 골드, 미국에서 플래티넘 인증을 받았다.

### 프로모셔널 싱글
2015년 6월 1일, 할시는 트위터를 통해 《Badlands》의 예약 주문이 시작되었음을 알리며 첫 번째 프로모셔널 싱글 〈Hold Me Down〉을 공개했다. 이 곡은 스포티파이에서 1억 회 이상의 스트리밍 수를 기록하며 앨범 내에서도 가장 인기 있는 곡 중 하나가 되었으며, 오스트레일리아와 미국에서 골드 인증을 받았다. 2015년 8월 21일에는 〈Drive〉가 두 번째이자 마지막 프로모셔널 싱글로 발매되었다.

## 평가
| 전문가 평가           | 전문가 평가 |
| 평가 점수             | 평가 점수   |
| 출처                  | 점수        |
| --------------------- | ----------- |
| 올뮤직                | [ 24 ]      |
| 《얼터너티브 어딕션》 | [ 25 ]      |
| 《피치포크》          | 4.9/10      |
| 《롤링 스톤》         | [ 27 ]      |
| 《바이스》            | A−          |

《피치포크》의 리뷰에서 네이선 리스는 다음과 같이 평했다. “할시와의 인터뷰를 읽어보면, 팬들과 진정으로 소통하고자 하는 영리하고 재능 있는 아티스트라는 인상을 받는다. 하지만 그 공적인 페르소나는 《Badlands》에서 간헐적으로만 드러날 뿐이며, 이 앨범에는 단 한 순간도 전복적이거나 독창적인 부분이 없다.” 그는 〈New Americana〉의 후렴에 대해 “《Badlands》의 대부분과 마찬가지로 계산적이고, 도전적이지만, 궁극적으로는 공허하다”고 덧붙였다. 《롤링 스톤》의 조 레비는 짧은 리뷰에서 할시를 “강렬한 이미지를 만들어내는 감각을 지닌 새로운 팝스타”라고 평했다. 또한 이 앨범은 《록 사운드》가 선정한 2015년 톱 50 앨범 목록에서 6위를 기록했다.

## 성과
이 앨범은 미국에서 115,000장의 등가 음반 유닛(그중 순수 음반 판매량은 97,000장)을 기록하며 《빌보드》 200 차트 2위로 데뷔했다. 이는 현재까지 아스트랄베르크스 레코드사에서 발매된 앨범 중 최고 순위였다. 2017년 6월 기준으로 이 앨범은 미국에서 52만 장 판매되었다. 같은 해 12월에는 《Badlands》가 스포티파이에서 10억 스트리밍을 돌파한 것으로 발표되었다. 이후 《Badlands》는 미국 내 200만 유닛 판매를 기록해 미국 음반 산업 협회로부터 더블 플래티넘 인증을 받았다.
영국에서는 첫 주에 8,225장이 팔리며 UK 앨범 차트 9위로 데뷔했다. 2017년 6월 기준으로는 영국 내에서 106,804장이 판매되었다. 이 외에도 《Badlands》는 오스트레일리아 2위, 뉴질랜드 및 아일랜드 3위, 네덜란드 5위, 벨기에(플란데런 지역) 10위를 기록했다.

## 곡 목록
| #            | 제목              | 작사·작곡                                              | 프로듀서                                              | 재생 시간 |
| ------------ | ----------------- | ------------------------------------------------------ | ----------------------------------------------------- | --------- |
| 1.           | 〈Castle〉        | Ashley Frangipane Peder Losnegård                      | Lido                                                  | 4:37      |
| 2.           | 〈Hold Me Down〉  | Frangipane Joseph Khajadourian Alex Schwartz Ryan Lott | The Futuristics Lido [a]                              | 3:24      |
| 3.           | 〈New Americana〉 | Frangipane Larzz Principato Chandra Uber James Mtume   | Lido Kalkutta [a] Principato [a]                      | 3:03      |
| 4.           | 〈Drive〉         | Frangipane Tim Anderson                                | Anderson Lido [a] Aron Forbes [a] Chris Spilfogel [a] | 4:18      |
| 5.           | 〈Roman Holiday〉 | Frangipane Ryan McMahon Benjamin Berger                | Captain Cuts                                          | 3:21      |
| 6.           | 〈Colors〉        | Frangipane Dylan Bauld                                 | Dylan William Lido [a]                                | 4:09      |
| 7.           | 〈Coming Down〉   | Frangipane Justyn Pilbrow                              | Pilbrow Lido [a]                                      | 3:43      |
| 8.           | 〈Haunting〉      | Frangipane Charlie Hugall Rob Tortelli Chris Hugall    | S.A. Charlie Hugall Lido [a] Heavy Mellow [a]         | 4:20      |
| 9.           | 〈Control〉       | Frangipane Roy Kerr Tim Bran                           | Lido                                                  | 3:34      |
| 10.          | 〈Young God〉     | Frangipane                                             | Lido William [a] Heavy Mellow [a]                     | 3:00      |
| 11.          | 〈Ghost〉         | Frangipane Dylan Scott Quagliato                       | Scott                                                 | 2:33      |
| 총 재생 시간 | 총 재생 시간      | 총 재생 시간                                           | 총 재생 시간                                          | 40:03     |

| #            | 제목                | 작사·작곡                                       | 프로듀서                                      | 재생 시간 |
| ------------ | ------------------- | ----------------------------------------------- | --------------------------------------------- | --------- |
| 5.           | 〈Hurricane〉       | Frangipane Anderson                             | Anderson                                      | 3:43      |
| 6.           | 〈Roman Holiday〉   | Frangipane McMahon Berger                       | Captain Cuts                                  | 3:21      |
| 7.           | 〈Ghost〉           | Frangipane Scott                                | Scott                                         | 2:33      |
| 8.           | 〈Colors〉          | Frangipane Bauld                                | William Lido [a]                              | 4:09      |
| 9.           | 〈Colors Pt. II〉   | Frangipane Bauld                                | William                                       | 1:36      |
| 10.          | 〈Strange Love〉    | Frangipane Jim Eliot Tim Larcombe               | Larcombe Lido [a] Yung Gud [a]                | 4:07      |
| 11.          | 〈Coming Down〉     | Frangipane Pilbrow                              | Pilbrow Lido [a]                              | 3:43      |
| 12.          | 〈Haunting〉        | Frangipane Charlie Hugall Tortelli Chris Hugall | S.A. Charlie Hugall Lido [a] Heavy Mellow [a] | 4:20      |
| 13.          | 〈Gasoline〉        | Frangipane Losnegård                            | Lido                                          | 3:19      |
| 14.          | 〈Control〉         | Frangipane Kerr Bran                            | Lido                                          | 3:34      |
| 15.          | 〈Young God〉       | Frangipane                                      | Lido William [a] Heavy Mellow [a]             | 3:00      |
| 16.          | 〈I Walk the Line〉 | John R. Cash                                    | Trevor Simpson Sam Miller                     | 2:45      |
| 총 재생 시간 | 총 재생 시간        | 총 재생 시간                                    | 총 재생 시간                                  | 55:33     |

| #            | 제목                                   | 작사·작곡               | 프로듀서                   | 재생 시간 |
| ------------ | -------------------------------------- | ----------------------- | -------------------------- | --------- |
| 17.          | 〈Is There Somewhere〉                 | Frangipane              | William                    | 3:31      |
| 18.          | 〈Empty Gold〉                         | Frangipane Scott        | Eliot Christian Medice [a] | 4:18      |
| 19.          | 〈Trouble〉 (stripped)                 | Frangipane Chris Braide | Braide                     | 3:34      |
| 20.          | 〈Hurricane〉 (Arty Remix)             | Frangipane Anderson     | Scott Artem Stolyarov [b]  | 3:44      |
| 21.          | 〈Ghost〉 (Lost Kings Remix)           | Frangipane Scott        | Scott Lost Kings [b]       | 3:09      |
| 22.          | 〈Trouble〉 (Sander Kleinenberg Remix) | Frangipane Braide       | Braide Kleinenberg [b]     | 3:05      |
| 총 재생 시간 | 총 재생 시간                           | 총 재생 시간            | 총 재생 시간               | 76:54     |

| #            | 제목               | 작사·작곡           | 프로듀서     | 재생 시간 |
| ------------ | ------------------ | ------------------- | ------------ | --------- |
| 1.           | 〈You(th)〉 (demo) | Frangipane          | Anderson     | 1:01      |
| 2.           | 〈Drive〉 (demo)   | Frangipane Anderson | Anderson     | 4:34      |
| 총 재생 시간 | 총 재생 시간       | 총 재생 시간        | 총 재생 시간 | 5:35      |

## 참여 인원
다음은 《Badlands》 디럭스 에디션 라이너 노트에 기반한 인원 명단이다.

### 음악
- 할시 – 보컬
- 제이다 브라운 – 어린이 합창단 (3)
- 에마 건 – 어린이 합창단 (3)
- 리바이 건 – 어린이 합창단 (3)
- 메리트 레이턴 – 어린이 합창단 (3)
- 메이슨 퓨어스 – 어린이 합창단 (3)
- 팀 앤더슨 – 기타 제외 전 악기, 프로그래밍 (4)
- 아론 포브스 – 기타 (4)
- 크리스 스필포겔 – 추가 프로그래밍 (4)
- 댄 그레치-마거랫 – 추가 프로그래밍

### 기술
- 리도 – 프로듀싱 (1, 3, 13–15); 추가 프로듀싱 (2, 4, 8, 10–12); 총괄 프로듀싱
- 더 퓨처리스틱스 – 프로듀싱 (2)
- 칼쿠타 – 추가 프로듀싱 (3)
- 라즈 프린치파토 – 추가 프로듀싱 (3)
- 팀 앤더슨 – 프로듀싱 (4, 5)
- 아론 포브스 – 추가 프로듀싱 (4)
- 크리스 스필포겔 – 추가 프로듀싱 (4)
- 캡틴 커츠 – 프로듀싱 (6)
- 딜런 스콧 – 프로듀싱 (7)
- 딜런 윌리엄 – 프로듀싱 (8, 9); 추가 프로듀싱 (15); 보컬 프로듀싱
- 팀 라컴브 – 프로듀싱 (10)
- 영 구드 – 추가 프로듀싱 (10)
- 저스틴 필브로 – 프로듀싱 (11)
- S.A. – 프로듀싱 (12)
- 찰리 휴걸 – 프로듀싱 (12)
- 헤비 멜로 – 추가 프로듀싱 (12, 15)
- 트레버 심프슨 – 프로듀싱 (16)
- 샘 밀러 – 프로듀싱 (16)
- 댄 그레치-마거랫 – 믹싱
- 피트 라이먼 – 마스터링

### 아트워크
- 세라 바로우 – 사진
- 스티브 스코필드 – 사진
- 개럿 힐리커 – 아트 디렉션

## 차트
| 차트 (2015–2016)                     | 최고 순위 |
| ------------------------------------ | --------- |
| 오스트레일리아 앨범 (ARIA)           | 2         |
| 오스트리아 앨범 (Ö3 오스트리아)      | 18        |
| 벨기에 앨범 (울트라탑 플랑드르)      | 10        |
| 벨기에 앨범 (울트라탑 왈로니아)      | 28        |
| 캐나디안 앨범 (《빌보드》)           | 3         |
| 덴마크 앨범 (히트리스트)             | 19        |
| 네덜란드 앨범 (메하하르츠)           | 5         |
| 핀란드 앨범 (수오멘 비랄리넨 리스타) | 36        |
| 프랑스 앨범 (SNEP)                   | 75        |
| 독일 앨범 (Offizielle 탑 100)        | 37        |
| Greek Albums (IFPI)                  | 43        |
| 아일랜드 앨범 (IRMA)                 | 3         |
| 이탈리아 앨범 (FIMI)                 | 34        |
| 뉴질랜드 앨범 (레코디드 뮤직 NZ)     | 3         |
| 노르웨이 앨범 (VG-리스타)            | 22        |
| 포르투갈 앨범 (AFP)                  | 10        |
| 스코틀랜드 앨범 (OCC)                | 7         |
| 스페인 앨범 (PROMUSICAE)             | 48        |
| 스웨덴 앨범 (스베리예토프리스탄)     | 13        |
| 스위스 앨범 (슈바이처 히트파라데)    | 26        |
| 영국 음반 (OCC)                      | 9         |
| 미국 빌보드 200                      | 2         |
| 미국 탑 얼터너티브 앨범 (《빌보드》) | 1         |

| 차트 (2015)                | 순위 |
| -------------------------- | ---- |
| 오스트레일리아 앨범 (ARIA) | 88   |
| 미국 《빌보드》 200        | 98   |

| 차트 (2016)                          | 순위 |
| ------------------------------------ | ---- |
| 오스트레일리아 앨범 (ARIA)           | 54   |
| 캐나디안 앨범 (《빌보드》)           | 47   |
| 미국 《빌보드》 200                  | 34   |
| 미국 탑 얼터너티브 앨범 (《빌보드》) | 11   |

| 차트 (2017)                        | 순위 |
| ---------------------------------- | ---- |
| 미국 《빌보드》 200                | 79   |
| 미국 탑 카탈로그 앨범 (《빌보드》) | 31   |

## 인증
| 국가                                                                                         | 인증        | 판매량/출하량 |
| -------------------------------------------------------------------------------------------- | ----------- | ------------- |
| 오스트레일리아 (ARIA)                                                                        | 골드        | 35,000^       |
| 브라질 (Pro-Música Brasil)                                                                   | 골드        | 20,000        |
| 캐나다 (뮤직 캐나다)                                                                         | 플래티넘    | 80,000^       |
| 덴마크 (IFPI Danmark)                                                                        | 골드        | 10,000        |
| 노르웨이 (IFPI 노르웨이)                                                                     | 플래티넘    | 20,000*       |
| 폴란드 (ZPAV)                                                                                | 플래티넘    | 20,000        |
| 싱가포르 (RIAS)                                                                              | 골드        | 5,000*        |
| 스웨덴 (GLF)                                                                                 | 골드        | 15,000        |
| 영국 (BPI)                                                                                   | 골드        | 106,804       |
| 미국 (RIAA)                                                                                  | 2× 플래티넘 | 2,000,000     |
| *판매량을 기반으로 한 인증 · ^출하량을 기반으로 한 인증 · 판매량+스트리밍을 기반으로 한 인증 |             |               |

## 발매 역사
| 지역   | 날짜            | 형식                         | 레이블                                    | 각주   |
| ------ | --------------- | ---------------------------- | ----------------------------------------- | ------ |
| 다양   | August 28, 2015 | CD 디지털 다운로드 LP 카세트 | 아스트랄베르크스 유니버성 버진 EMI (영국) | [ 80 ] |
| 필리핀 | June 17, 2016   | CD                           | 아스트랄베르크스 MCA                      | [ 81 ] |